# Modern Lover
Modern Lover är den kroatiska sångaren Sandy Martons debutalbum, utgivet 1986 via skivbolaget CBS.

## Låtlista
| 1.           | "White Storm in the Jungle" | 6:18  |
| 2.           | "Catch the Time"            | 4:31  |
| 3.           | "Forbidden Memories"        | 4:08  |
| 4.           | "Cafè del mar"              | 5:43  |
| Total längd: | Total längd:                | 20:40 |

| 1.           | "Stay"              | 4:03  |
| 2.           | "Modern Lovers"     | 4:06  |
| 3.           | "Wonder Island"     | 4:46  |
| 4.           | "People from Ibiza" | 3:10  |
| 5.           | "Exotic and Erotic" | 4:18  |
| Total längd: | Total längd:        | 20:23 |

## Medverkande
- Sandy Marton – sång och keyboard
- Paolo Gianolio – gitarr
- Luca Orioli – keyboard